# Lucio Quincio Cincinato (tribuno consular 386 a. C.)
Lucio Quincio Cincinato (en latín Lucius Quinctius Cincinnatus) tribuno consular en el año 386 a. C., de nuevo en 385 a. C., y una tercera vez en el año 377 a. C., cuando, con su colega Servio Sulpicio Pretextato, levantó el sitio de Tusculum, ciudad de la que los latinos casi se habían hecho dueños.